# Yoshihide Suga
Yoshihide Suga (菅 義偉, Suga Yoshihide, Yuzawa, 6 de dezembro de 1948) é um político japonês que serviu como primeiro-ministro do seu país, tendo sido escolhido por seu partido para substituir, a partir de 16 de setembro de 2020, o premiê Shinzo Abe, até outubro de 2021.
Em 3 de setembro de 2021, o primeiro-ministro afirmou que não concorreria a um segundo mandato para se concentrar no combate à pandemia do COVID-19 no Japão.

## Família e educação
Suga nasceu em uma família de agricultores de morango em Ogachi (agora Yuzawa), uma área rural na província de Akita. A região é bastante pobre, mas a sua família pertence à elite local. Mudou-se para Tóquio após se formar na Yuzawa High School. Ele frequentou a escola noturna para obter o bacharelado em direito pela Hosei University em 1973. É o único dos 130 estudantes da sua escola primária a ter entrado na universidade. Suga escolheu Hosei porque era a opção mais barata disponível e trabalhou em uma fábrica de papelão para pagar a faculdade.

## Carreira política
Afiliada ao lobby altamente influente e abertamente revisionista Nippon Kaigi, Suga criou a equipa para rever a Declaração de Kono de 1993, que reconhece o recrutamento forçado de escravos sexuais para os exércitos do Império Japonês (conhecidos como "mulheres de conforto").
Suga foi eleito para a Parlamento Japonês pela primeira vez em 1996, aos 48 anos, representando o 2º distrito de Kanagawa.
Em setembro de 2020, Suga anunciou sua candidatura na eleição de liderança do LDP em 2020 para suceder Abe, que anunciou sua renúncia dias antes devido a problemas de saúde. Até a eleição, Suga era amplamente considerado o favorito para suceder Abe como primeiro-ministro, tendo garantido o endosso de uma maioria de membros votantes no partido antes da eleição. Em 14 de setembro, ele foi eleito o novo presidente do LDP e, ao mesmo tempo, receberá um convite do imperador Naruhito para formar um governo como o novo primeiro-ministro.

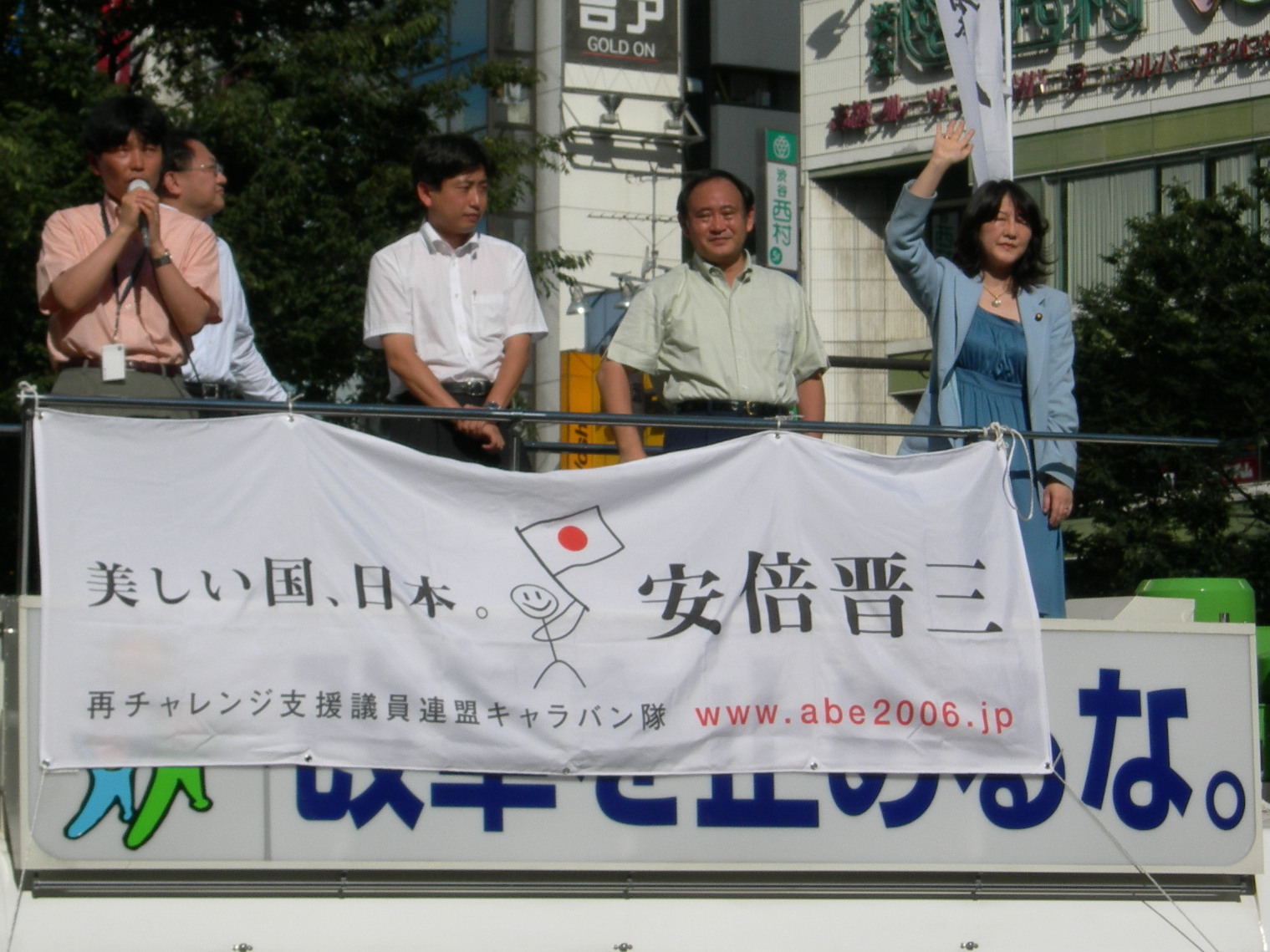
Suga com Ichita Yamamoto e Satsuki Katayama (19 de setembro de 2006)

Após o anúncio de renúncia de Shinzo Abe em agosto de 2020, Suga emergiu como o principal candidato para substituí-lo na próxima eleição de liderança, tendo ganhado o apoio do Vice-Primeiro Ministro Taro Aso, Secretário-Geral do LDP, Toshihiro Nikai, as duas maiores facções do LDP, e supostamente até o próprio Abe. Os concorrentes de Suga na corrida pela liderança do LDP incluíam o rival de longa data de Abe, Shigeru Ishiba, e o chefe de política do LDP, Fumio Kishida.
Tal como o seu predecessor, é conhecido pela sua orientação liberal sobre questões econômicas e pelo seu desinteresse pelas questões ambientais.
Em 3 de setembro de 2021, o primeiro-ministro afirmou que não iria tentar uma reeleição pois iria focar no combate à pandemia do COVID-19 no Japão. Ele foi sucedido no cargo por Fumio Kishida.

## Vida pessoal
Suga é casado e tem três filhos. Sua esposa, Mariko, era irmã de seu colega de trabalho no escritório de Hikosaburo Okonogi.

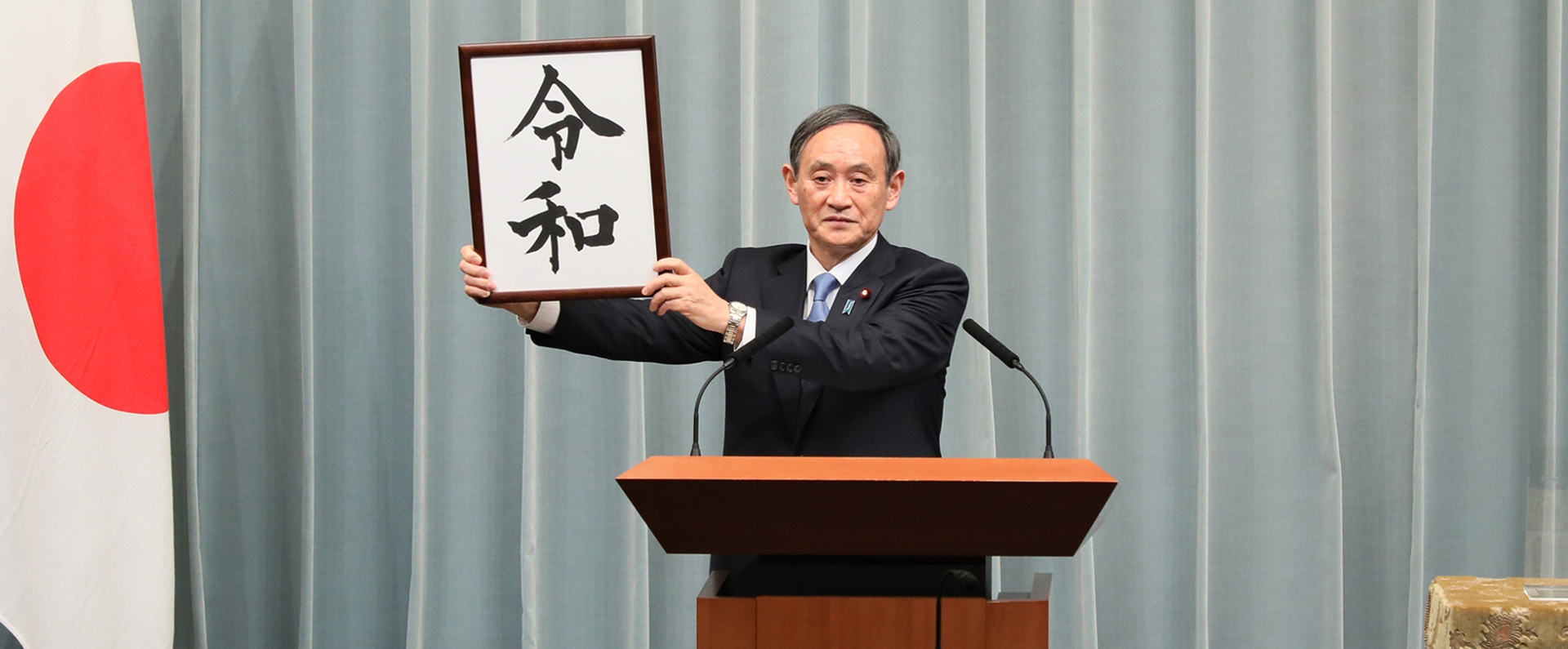
Suga em câmera política.

Suga tem uma rotina de exercícios físicos diários que inclui 100 abdominais e 40 minutos de caminhada todas as manhãs e 100 abdominais todas as noites. Ele iniciou essa rotina depois que um médico o aconselhou a perder peso e perdeu 14 kg em quatro meses.